# Monarch (zeilboot)
De 5 meter lange Monarch is een zeer ruime open polyester eenpersoonsboot, waarin gemakkelijk vier personen plaats kunnen nemen. De boot heeft een 108 kg zware kiel, waardoor de boot zeer bestendig is tegen omslaan. Wanneer de boot toch om mocht slaan, gaat de boot niet helemaal met de mast naar de bodem wijzen, maar blijft de boot op zijn kant liggen, in een hoek van ongeveer 90°. De boot is dubbelgeschaald en is uitgerust met enkel een groot grootzeil van ongeveer 12 m². De boot is door één persoon volledig te besturen. Monarch is in Nederland een vrijwel onbekend type, maar in Duitsland en Zwitserland een populairdere boot. In Nederland heeft een enkeling een Monarch.

## Bezeilen van de Monarch

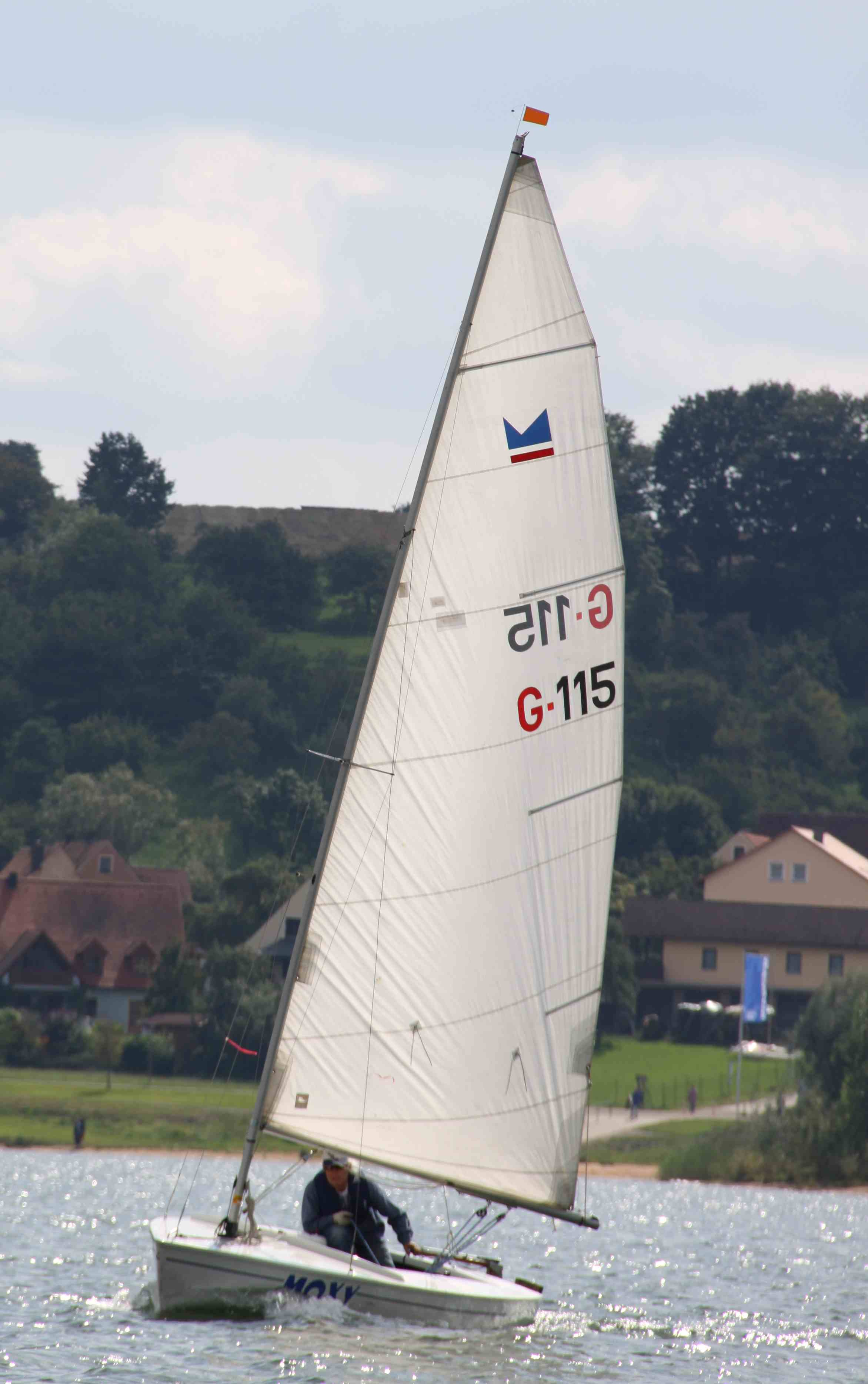
Monarch

De Monarch fascineert door de mogelijkheid om snel te beginnen met zeilen, ook als er een zwakke wind staat. Er is een minimale afwijking van de aangestuurde koers en het roergedrag is ook bij een sterke wind betrouwbaar. Het overzichtelijk gepositioneerde en makkelijk bereikbare lopend want zijn voor zowel de beginnende als gevorderde zeiler makkelijk te bedienen.

## Onderdelen
Twee zelflozers, één aan stuurboord en één aan bakboord zorgen voor een snelle waterafvoer van schuimkoppen en regen. Vrijwel alle Monarch-boten beschikken zowel aan de voor -als achterkant over een opslagruimte voor meegenomen spullen, zoals jassen en tassen.

### Kiel
De kiel is gemaakt van een 1,2 cm dikke aluminium plaat is gemaakt. Aan de onderkant heeft de kiel een torpedo-vormige loden onderdeel welke de kiel het grootste deel van zijn gewicht geeft. In een opening tussen de romp en de kuip kan het torpedo-vormige onderdeel naar voor en achter gesteld worden. Hierdoor kunnen de vaareigenschappen eenvoudig aan de aanwezige wind aangepast worden. Bovendien is de diepgang van de kiel middels een krik geleidelijk naar boven op onder te verstellen.

## Ontstaan
"Er was eens een Finse zeiler, die in het jaar 1968 een zeilwedstrijd op de Oostzee zeilde. Hij kapseisde daarbij en kwam toen in een nogal lastige situatie. Toen hij weer aan land was, kreeg hij een tip van een medezeiler: "Bouw een kiel onder je boot". Dit idee liet de zeiler niet meer los. En toen deed hij wat hem gezegd werd. De ontstane boot noemde hij “Monarch”". Dit is fabelachtig maar toch de werkelijkheid van de ontstaansgeschiedenis van de boot.
De bovengenoemde zeiler heette Horst Schlichting. Hij ontwikkelde met Heribert Streuer een ontwerp van een boot onder de idealen 'snel uitvaren' en 'eenvoudig door een persoon te besturen'. En dat het liefst zonder een fokkeschoot. De eerste rompen werden gebouwd uit multiplex door Edmund Sommerfeld respectievelijk Hartmut Biewald. Glasvezelversterkte kunststof-versies werden gebouwd door de scheepswerven Biewald en Scharping.

## Ontwikkeling
Vanaf 1974 werd de boot in een dubbelschalige schuimconstructie uit de fabriek geproduceerd, door de kunststofverwerkende firma Georg Fritzmeier. Hierna is de productie door verschillende bedrijven overgenomen, maar het originele concept uit 1974 is praktisch hetzelfde gebleven.